# Anthony Ekpo
Anthony Onyemuche Ekpo (ur. 24 września 1981 w Umudike) – nigeryjski duchowny katolicki, podsekretarz Dykasterii ds. Integralnego Rozwoju Człowieka od 2023.

## Życiorys
30 lipca 2011 otrzymał święcenia kapłańskie i został inkardynowany do diecezji Umuahia. Po święceniach studiował w Australii i w Rzymie. W 2016 rozpoczął pracę w Sekcji Spraw Ogólnych watykańskiego Sekretariatu Stanu.
18 kwietnia 2023 został mianowany przez papieża Franciszka podsekretarzem Dykasterii ds. Integralnego Rozwoju Człowieka.